# وثبة كانون
وثبة كانون هي انتفاضة شعبية كبرى اندلعت في بغداد في يناير/كانون الثاني عام 1948 ضد معاهدة بورتسموث التي وُقِّعت بين المملكة العراقية وبريطانيا، والتي اعتبرها العراقيون استمراراً للهيمنة الاستعمارية. سُميت "بالوثبة" (أي القفزة) تيمناً بطاقة التغيير التي أطلقتها، وأصبحت نموذجاً للتحدي الشعبي في العراق الحديث.

## السياق التاريخي

### الإرث الاستعماري ومعاهدة 1930
بعد إنهاء الانتداب البريطاني عام 1932، فرضت بريطانيا "معاهدة التحالف" عام 1930 التي منحت بريطانيا:
- السيطرة على قواعد عسكرية (الحبانية، الشعيبة)
- حق مرور غير مقيد للقوات البريطانية
- هيمنة على السياسة الخارجية والاقتصاد العراقي.[2]

### مفاوضات بورتسموث السرية
في صيف 1947، بدأت حكومة رئيس الوزراء صالح جبر مفاوضات سرية في بورتسموث البريطانية لتعديل المعاهدة، دون إشراك البرلمان أو الرأي العام. شملت التعديلات:
- تمديد وجود القواعد البريطانية 25 عاماً
- إنشاء "لجنة دفاع مشترك" تهيمن عليها بريطانيا
- إلزام العراق بشراء الأسلحة البريطانية فقط.[3]

### الوضع الداخلي المتأزم
واجه العراق في 1947–1948:
- أزمة اقتصادية حادة مع التضخم المفرط وانخفاض قيمة الدينار
- مجاعة حقيقية في المناطق الريفية
- فساداً حكومياً واسع النطاق
- قمعاً سياسياً ضد الأحزاب المعارضة.[4]

## تفجّر الانتفاضة

### الشرارة الأولى (16 يناير)
في 16 يناير 1948، أذاعت الإذاعة العراقية خبر التوقيع على المعاهدة الجديدة. في اليوم التالي:
- نظم طلاب كلية الحقوق في بغداد إضراباً ومظاهرة
- انضم إليهم طلاب كلية الطب والهندسة
- هتافات رئيسية: "يسقط الاستعمار!" و"لا للتبعية!"[5]

### التصعيد (20–25 يناير)
بحلول 20 يناير:
- تحولت المظاهرات إلى إضراب عام شلّ بغداد
- انضم عمال السكك والميناء والنفط في البصرة
- خرجت تظاهرات في الموصل وكربلاء
- تشكلت "اللجنة العليا للطلبة" لتنسيق الاحتجاجات.[6]

### "جمعة الدم" (23 يناير)
في 23 يناير:
- تجمع أكثر من 50,000 متظاهر عند جسر الملك غازي (الأحرار لاحقاً)
- فتحت الشرطة النار فسقط 30 قتيلاً
- تحول الجسر إلى "ساحة شهداء" رمزية
- انشقاق عناصر من الجيش ووزعوا أسلحة على المتظاهرين.[7]

### ذروة المواجهات (26–27 يناير)
في 26 يناير:
- اقتحام المتظاهرين مبنى الخارجية وإحراقه
- محاصرة ثكنات القشلة العسكرية
- إعلان الأحكام العرفية ونزول الدبابات إلى شوارع بغداد.[8]

في 27 يناير:
- قصف بالمدفعية على تجمعات المتظاهرين في باب المعظم
- مقتل 100 متظاهر في يوم واحد
- إعلان الوصي عبد الإله إلغاء المعاهدة واستقالة حكومة صالح جبر.[9]

## العوامل المحركة للانتفاضة

### التنظيم الحزبي
لعب الحزب الشيوعي العراقي الدور الأبرز عبر:
- خلايا طلابية ونقابية نشطة
- توزيع منشورات تحليلية يومية
- تنظيم مسيرات التحدي.[10]

### دور الصحافة والجامعات
- صحف مثل صوت الأحرار و"الرأي العام" كسرت حظر النشر
- أساتذة جامعيون (مثل محمد حسين آل ياسين) خطبوا في المتظاهرين
- تحولت ساحات الجامعات إلى مراكز قيادية.[11]

### مشاركة الأحياء الشعبية
سكان الثورة والكسرة والفضل:
- شكلوا "فرق الدفاع الشعبي" بحجارة ومولوتوف
- اخترقوا حظر التجول عبر الأزقة
- قدموا الدعم اللوجستي للمتظاهرين.[12]

## النتائج والتأثيرات

### النتائج المباشرة
1. إسقاط المعاهدة في 27 يناير 1948
2. فرار صالح جبر إلى بريطانيا عبر الأردن
3. تشكيل حكومة مؤقتة برأسه سيد محمد الصدر 4. إطلاق سراح بعض المعتقلين السياسيين.

### تداعيات ربيع 1948
- استمرار المظاهرات للمطالبة بمحاكمة المسؤولين
- انتفاضة الفرات الأوسط في مارس
- إضراب عمال شركة النفط البريطانية (IPC) في كركوك.[14]

### التأثيرات بعيدة المدى
- تقويض شرعية النظام الملكي
- نمو التيار الوطني-الديمقراطي
- تمهيد الطريق لثورة 14 تموز 1958
- تأثير إقليمي على حركات التحرر في سوريا ومصر.[1]

## ردود الفعل

### الرسمية والحكومية

#### الحكومة العراقية
- أصدر الوصي عبد الإله بياناً وصف فيه المتظاهرين بـ"المخربين" المدفوعين من "قوى خارجية"، مُبرراً استخدام القوة.[15]
- أقرّت لاحقاً لجنة تحقيق برلمانية (شكلتها حكومة سيد محمد الصدر) بوجود "تجاوزات في التعامل مع المتظاهرين السلميين".[16]

#### بريطانيا
- نفت وزارة الخارجية البريطانية (في برقية سرية إلى سفارتها في بغداد) أي تورط في قمع المتظاهرين، لكنها أشادت بـ"حزم" الحكومة العراقية.[17]
- طالبت صحيفة التايمز اللندنية بـ"عدم التهاون مع المتمردين المدعومين من موسكو".[18]

### الشعبية والإقليمية

#### الداخل العراقي
• نظم مراجع النجف مجالس عزاء لشهداء الوثبة، واصفين إياهم بـ"شهداء الوطن".
• أصدرت قبائل المنتفق والجبور بياناً دعماً للانتفاضة ورفضاً "لخيانة بغداد".

### العالم العربي
- نظم طلاب جامعة القاهرة إضراباً تضامنياً في 28 يناير، هاتفين: "الشعب العراقي ليس وحيداً!".[21]
- وصف ميشيل عفلق الوثبة بأنها "الصاعقة التي بدأت صحوة الأمة".[22]

### الدولية

#### الولايات المتحدة
•حذرت وثيقة لـCIA من "تغلغل شيوعي في الحراك"، لكنها أقرت بشرعية المطالب الوطنية.

#### الاتحاد السوفيتي
- هاجمت برافدا الصحيفة السوفيتية الرسمية "الإمبريالية البريطانية" ووصفت الانتفاضة بـ"انتفاضة التحرر المشروعة".[24]

## الذاكرة التاريخية
- أصبح "جسر الشهداء" (الملك غازي سابقاً) رمزاً للانتفاضة
- قصائد شهيرة مثل "اخي جعفر" لـمحمد مهدي الجواهري
- إحياء ذكرى "شهداء الوثبة" سنوياً حتى 1958
- دراسات أكاديمية عديدة أبرزها كتابات حنا بطاطو وعلي الوردي.[25]

## الجدل حول الضحايا
- تقدر المصادر الرسمية القتلى بـ 300–400
- تقارير الحزب الشيوعي تتحدث عن 600 قتيل
- تقارير بريطانية سرية (FO 624/142) تعترف بـ "أكثر من 350 قتيلاً"
- شهادات طبية من مستشفى الكاظمية ذكرت 120 جثة في يوم واحد.[26]
- وسقط في هذه التظاهرات المئات من الطلبة والمواطنين العاديين، بين قتيل وجريح، نتيجة استخدام الذخيرة الحية من جانب شرطة النظام